# 32e regering van Israël
De 32e regering (ook bekend als het kabinet–Netanyahu II) was de uitvoerende macht van de Staat Israël van 31 maart 2009 tot 18 maart 2013. Premier Benjamin Netanyahu (Likoed) stond aan het hoofd van een coalitie van Likoed, Yisrael Beiteinu, de Arbeidspartij, Shas, Verenigd Thora-Jodendom en Het Joodse Huis.

## Totstandkoming en verloop
De verkiezingen van februari 2009 hadden Likoed een zeer forse zetelwinst en de tweede plaats opgeleverd. In tegenstelling tot wat in Israël gebruikelijk is, gaf president Shimon Peres aan Likoed-leider Benjamin Netanyahu de formatie-opdracht. Deze wilde aanvankelijk een regering van nationale eenheid met Kadima en de Arbeidspartij vormen, maar Kadima-leidster Tzipi Livni - de winnaar van de verkiezingen - wenste geen minister onder Netanyahu te zijn en is in tegenstelling tot hem een voorstander van de vestiging van een onafhankelijke Palestijnse staat.
Vervolgens zocht Netanyahu ter rechterzijde naar coalitiepartners. Om te voorkomen dat zijn regering een te rechtse (dat wil zeggen nationalistische) signatuur zou krijgen, hetgeen tot problemen met de internationale gemeenschap en met name met de Verenigde Staten zou kunnen leiden, trachtte hij ook de linkse Arbeidspartij aan zijn regering in spe te binden, hetgeen hem gelukte doordat zittend Defensie-minister annex Arbeidspartij-leider Ehud Barak graag verder wilde regeren. Een aanzienlijk deel van Baraks partij was met deze regeringsdeelname echter niet ingenomen.
Uiteindelijk kwam er een (religieus-)rechts kabinet met een aanvankelijk linkse rand tot stand dat oorspronkelijk over 69 van de 120 zetels in de 18e Knesset kon beschikken. Op 1 april 2009 werd Verenigd Thora-jodendom (Engelse afkorting: UTJ) in de regering opgenomen waarmee de coalitie met vijf zetels werd uitgebreid. Op 6 april kreeg UTJ twee staatssecretariaten, één van onderwijs en één van volksgezondheid. Op 17 januari 2011 stapte de Arbeidspartij vanwege de rechtse koers van het kabinet uit de regering. Partijleider Ehud Barak kon zich daar niet in vinden en stapte met vier andere Knessetleden uit zijn partij, richtte een nieuwe op - Onafhankelijkheid - en bleef met deze partij deel uitmaken van de regering. In 2012 nam ook Kadima van 8 mei tot 17 juli deel aan de regering.
De regering telde 37 bewindslieden: 30 ministers en 7 staatssecretarissen. Hiermee is dit het grootste kabinet dat Israël ooit heeft gekend.

## Deelnemende partijen
De volgende politieke partijen waren in de 32e regering vertegenwoordigd:

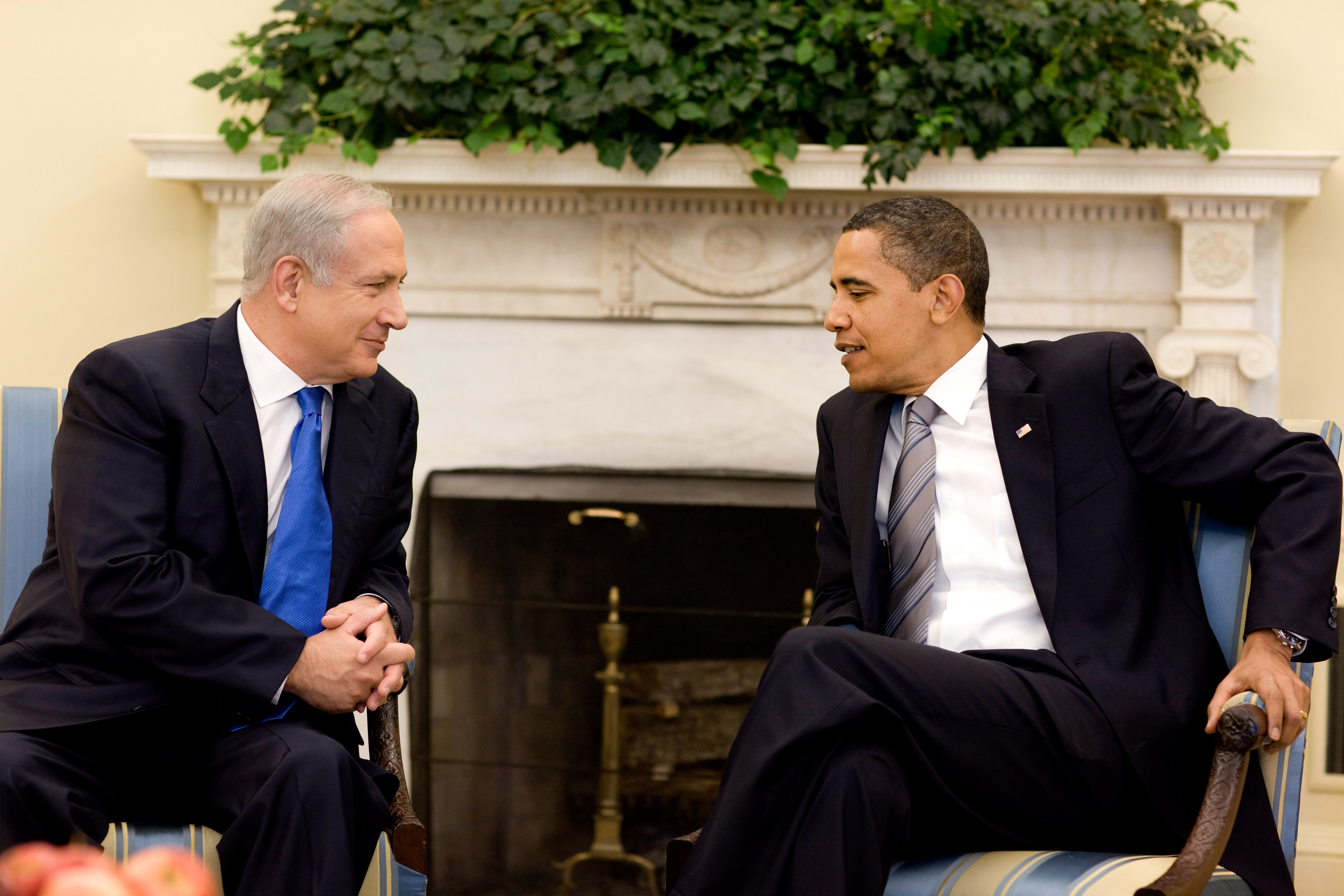
Premier Benjamin Netanyahu en president van de Verenigde Staten Barack Obama in de Oval Office tijdens een bezoek aan het Witte Huis op 18 mei 2009.

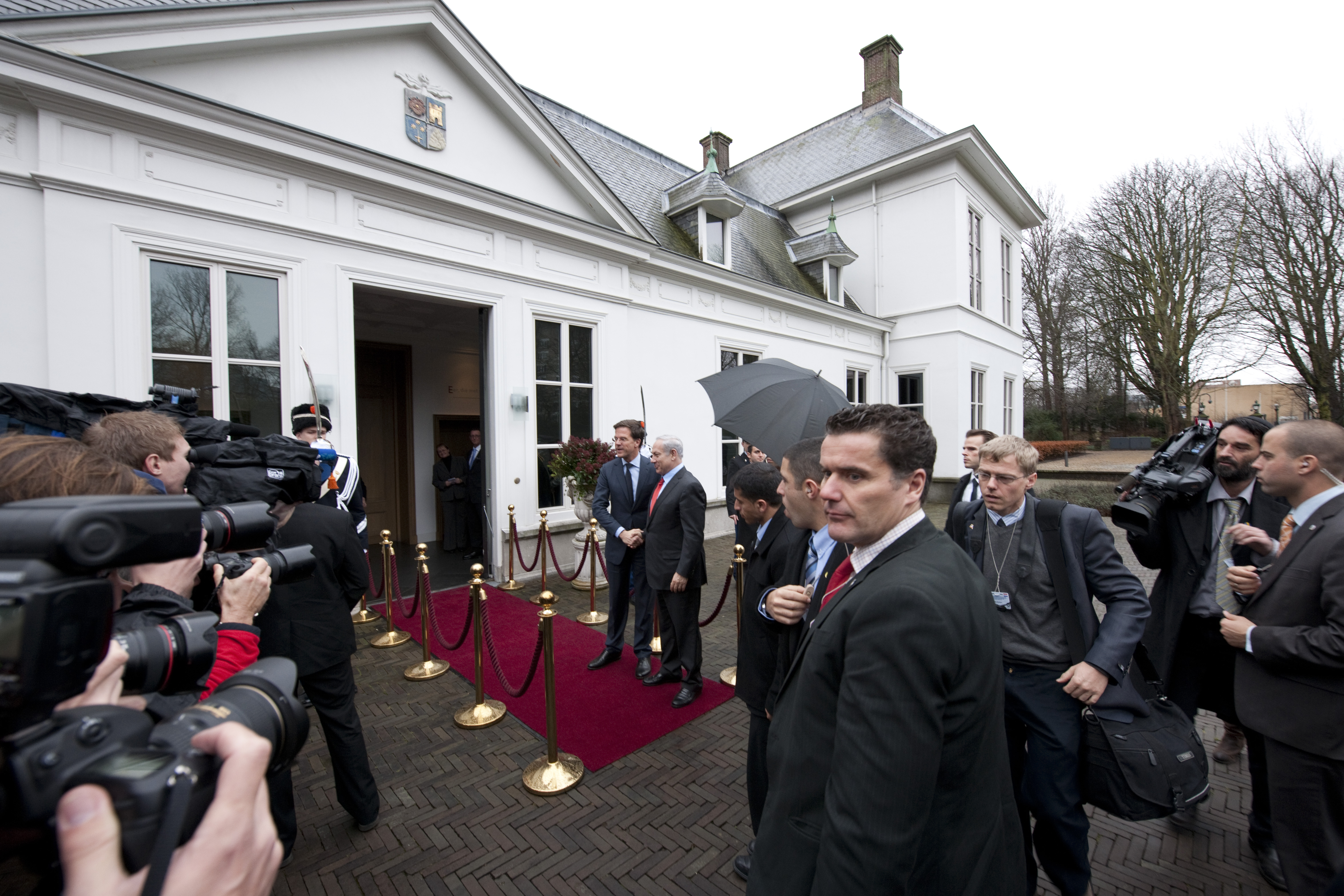
Minister-president van Nederland Mark Rutte en premier Benjamin Netanyahu tijdens een bezoek aan het Catshuis op 19 januari 2012.

| Politieke partij        | Ideologische richting                           | Regerings- posten | Ministers | Staatssecr. | Knesset- zetels        |
| ----------------------- | ----------------------------------------------- | ----------------- | --------- | ----------- | ---------------------- |
| Likoed                  | centrumrechts                                   | 17                | 14        | 3           | 27                     |
| Jisrael Beeténoe        | rechts-nationalistisch                          | 6                 | 5-1=4     | 1           | 15                     |
| Shas                    | religieus-populistisch                          | 5                 | 4         | 1           | 11                     |
| Het Joodse Huis         | religieus-zionistisch en rechts-nationalistisch | 1                 | 1         | 0           | 7 (oorspronkelijk 3)   |
| Verenigd Thora-jodendom | religieus-rechts                                | 2                 | 0         | 2           | 5                      |
| Onafhankelijkheid       | afsplitsing van de Arbeidspartij                | 4                 | 4         | 0           | 5                      |
| Partijloos              |                                                 | 1                 | 1         | 0           | 0                      |
| Totaal                  |                                                 | 39-1=38           | 30-1=29   | 9           | 70 (oorspronkelijk 66) |
| Arbeidspartij           | centrumlinks                                    | 7                 | 5         | 2           | 8 (oorspronkelijk 13)  |

## Ambtsbekleders
De namen staan weergegeven zoals de Engelstalige website van het Israëlische ministerie van Buitenlandse Zaken deze schrijft. De nummering weerspiegelt de volgorde die het ministerie hanteert.
| Ambtsbekleder                                      | Ambtsbekleder        | Ambtsbekleder                                     | Functie                                                | Ambtstermijn     | Ambtstermijn     | Partij                          |
| -------------------------------------------------- | -------------------- | ------------------------------------------------- | ------------------------------------------------------ | ---------------- | ---------------- | ------------------------------- |
|                                                    | Benjamin Netanyahu   | Benjamin Netanyahu בִּנְיָמִין נְתַנְיָהוּ (1949)           | Premier                                                | 31 maart 2009    | heden            | Likoed                          |
| Minister van Volksgezondheid                       | Benjamin Netanyahu   | Benjamin Netanyahu בִּנְיָמִין נְתַנְיָהוּ (1949)           | 18 maart 2013                                          | 31 maart 2009    |                  | Likoed                          |
| Minister voor Economische Betrekkingen             | Benjamin Netanyahu   | Benjamin Netanyahu בִּנְיָמִין נְתַנְיָהוּ (1949)           | 18 maart 2013                                          | 31 maart 2009    |                  | Likoed                          |
| Minister voor Sociale Gelijkheid en Seniorenzaken  | Benjamin Netanyahu   | Benjamin Netanyahu בִּנְיָמִין נְתַנְיָהוּ (1949)           | 18 maart 2013                                          | 31 maart 2009    |                  | Likoed                          |
| Minister van Buitenlandse Zaken                    | Benjamin Netanyahu   | Benjamin Netanyahu בִּנְיָמִין נְתַנְיָהוּ (1949)           | 18 december 2012                                       | 11 november 2013 |                  | Likoed                          |
|                                                    | Avigdor Lieberman    | Avigdor Lieberman אֲבִיגְדוֹר לִיבֶּרְמָן (1958)           | Vicepremier                                            | 31 maart 2009    | 18 december 2012 | Yisrael Beiteinu                |
| Minister van Buitenlandse Zaken                    | Avigdor Lieberman    | Avigdor Lieberman אֲבִיגְדוֹר לִיבֶּרְמָן (1958)           |                                                        | 31 maart 2009    | 18 december 2012 | Yisrael Beiteinu                |
|                                                    | Ehud Barak           | Rav Aluf Ehud Barak אֵהוּד בָּרָק (1942)               | Vicepremier                                            | 18 juni 2007     | 18 maart 2013    | Arbeidspartij (2007–11)         |
|                                                    | Ehud Barak           | Rav Aluf Ehud Barak אֵהוּד בָּרָק (1942)               | Vicepremier                                            | 18 juni 2007     | 18 maart 2013    | Onafhankelijke Partij (2011–13) |
| Minister van Defensie                              | Ehud Barak           | Rav Aluf Ehud Barak אֵהוּד בָּרָק (1942)               |                                                        | 18 juni 2007     | 18 maart 2013    |                                 |
|                                                    | Eli Yishai           | Eli Yishai אליהו אלי (1962)                       | Vicepremier                                            | 4 mei 2006       | 18 maart 2013    | Shas                            |
| Minister van Binnenlandse Zaken                    | Eli Yishai           | Eli Yishai אליהו אלי (1962)                       | 31 maart 2009                                          |                  | 18 maart 2013    | Shas                            |
|                                                    | Moshe Ya'alon        | Rav Aluf Moshe Ya'alon משה יעלון (1950)           | Vicepremier                                            | 31 maart 2009    | 18 maart 2013    | Likoed                          |
| Minister van Strategische Zaken                    | Moshe Ya'alon        | Rav Aluf Moshe Ya'alon משה יעלון (1950)           |                                                        | 31 maart 2009    | 18 maart 2013    | Likoed                          |
|                                                    | Dan Meridor          | Dan Meridor דן מרידור (1947)                      | Vicepremier                                            | 31 maart 2009    | 18 maart 2013    | Likoed                          |
| Minister van Inlichtingenzaken                     | Dan Meridor          | Dan Meridor דן מרידור (1947)                      |                                                        | 31 maart 2009    | 18 maart 2013    | Likoed                          |
|                                                    | Silvan Shalom        | Silvan Shalom ציון סילבן (1958)                   | Vicepremier                                            | 31 maart 2009    | 14 mei 2015      | Likoed                          |
| Minister van Regionale Samenwerking                | Silvan Shalom        | Silvan Shalom ציון סילבן (1958)                   |                                                        | 31 maart 2009    | 14 mei 2015      | Likoed                          |
| Minister voor Ontwikkeling van de Negev en Galilea | Silvan Shalom        | Silvan Shalom ציון סילבן (1958)                   |                                                        | 31 maart 2009    | 14 mei 2015      | Likoed                          |
|                                                    | Shaul Mofaz          | Rav Aluf Shaul Mofaz שאול מופז (1948)             | Vicepremier                                            | 8 mei 2012       | 18 juli 2012     | Kadima                          |
| Minister zonder portefeuille (Defensie Beleid)     | Shaul Mofaz          | Rav Aluf Shaul Mofaz שאול מופז (1948)             |                                                        | 8 mei 2012       | 18 juli 2012     | Kadima                          |
|                                                    | Yuval Steinitz       | Yuval Steinitz יובל שטייניץ (1958)                | Minister van Financiën                                 | 31 maart 2009    | 18 maart 2013    | Likoed                          |
|                                                    | Yaakov Neeman        | Yaakov Neeman יעקב נאמן (1939–2017)               | Minister van Justitie                                  | 31 maart 2009    | 18 maart 2013    | Likoed                          |
|                                                    | Benjamin Ben-Eliezer | Benjamin Ben-Eliezer בנימין בן אליעזר (1936–2016) | Minister van Economie                                  | 31 maart 2009    | 18 januari 2011  | Arbeidspartij                   |
|                                                    | Shalom Simhon        | Shalom Simhon שלום שמחון (1956)                   | Minister van Economie                                  | 18 januari 2011  | 23 januari 2013  | Onafhankelijke Partij           |
|                                                    | Naftali Bennett      | Naftali Bennett נפתלי בנט (1972)                  | Minister van Economie                                  | 23 januari 2013  | 14 mei 2015      | Het Joodse Huis                 |
|                                                    | Yitzhak Herzog       | Yitzhak Herzog אֶהוּד אוֹלְמֶרְט (1960)                 | Minister van Arbeid en Sociale Zaken                   | 21 maart 2007    | 17 januari 2011  | Arbeidspartij                   |
|                                                    | Moshe Kahlon         | Moshe Kahlon מֹשֶׁה כַּחְלוֹן (1960)                     | Minister van Arbeid en Sociale Zaken                   | 17 januari 2011  | 18 maart 2013    | Likoed                          |
| Minister van Communicatie                          | Moshe Kahlon         | Moshe Kahlon מֹשֶׁה כַּחְלוֹן (1960)                     | 31 maart 2009                                          |                  | 18 maart 2013    | Likoed                          |
|                                                    | Gideon Sa'ar         | Gideon Sa'ar גִּדְעוֹן סַעַר (1966)                     | Minister van Onderwijs                                 | 31 maart 2009    | 18 maart 2013    | Likoed                          |
|                                                    | Yisrael Katz         | Yisrael Katz יִשְׂרָאֵל כַּץ (1955)                      | Minister van Vervoer                                   | 31 maart 2009    | 17 juni 2019     | Likoed                          |
|                                                    | Shalom Simhon        | Shalom Simhon שלום שמחון (1956)                   | Minister van Landbouw                                  | 4 mei 2006       | 18 januari 2011  | Arbeidspartij                   |
|                                                    | Orit Noked           | Orit Noked אורית נוקד (1952)                      | Minister van Landbouw                                  | 18 januari 2011  | 18 maart 2013    | Onafhankelijke Partij           |
|                                                    | Ariel Atias          | Ariel Atias אריאל אטיאס (1970)                    | Minister van Huisvesting en Constructie                | 31 maart 2009    | 18 maart 2013    | Shas                            |
|                                                    | Uzi Landau           | Uzi Landau עוזי לנדאו (1943)                      | Minister van Infrastructuur, Energie en Waterstaat     | 31 maart 2009    | 18 maart 2013    | Yisrael Beiteinu                |
|                                                    | Yitzhak Aharonovich  | Yitzhak Aharonovich יצחק אהרונוביץ' (1950)        | Minister van Openbare Veiligheid                       | 31 maart 2009    | 14 mei 2015      | Yisrael Beiteinu                |
|                                                    | Sofa Landver         | Sofa Landver סופה לנדבר (1949)                    | Minister van Immigratie                                | 31 maart 2009    | 14 mei 2015      | Yisrael Beiteinu                |
|                                                    | Yuli-Yoel Edelstein  | Yuli-Yoel Edelstein יוּלִי־יוֹאֵל אֵדֶלְשְטֵיין (1958)     | Minister van Diaspora Zaken                            | 31 maart 2009    | 18 maart 2013    | Likoed                          |
| Minister van Informatie                            | Yuli-Yoel Edelstein  | Yuli-Yoel Edelstein יוּלִי־יוֹאֵל אֵדֶלְשְטֵיין (1958)     |                                                        | 31 maart 2009    | 18 maart 2013    | Likoed                          |
|                                                    | Daniel Hershkowitz   | Daniel Hershkowitz דניאל הרשקוביץ (1953)          | Minister van Wetenschap en Technologie                 | 31 maart 2009    | 18 maart 2013    | Het Joodse Huis                 |
|                                                    | Ya'akov Margi        | Ya'akov Margi יעקב מרגי (1960)                    | Minister van Religieuze Zaken                          | 31 maart 2009    | 18 maart 2013    | Shas                            |
|                                                    | Gilad Erdan          | Gilad Erdan גִּלְעָד אֶרְדָן (1970)                      | Minister van Milieu                                    | 31 maart 2009    | 18 maart 2013    | Likoed                          |
|                                                    | Stas Misezhnikov     | Stas Misezhnikov סטס מיסז'ניקוב (1969)            | Minister van Toerisme                                  | 31 maart 2009    | 18 maart 2013    | Yisrael Beiteinu                |
|                                                    | Limor Livnat         | Limor Livnat לִימוֹר לִבְנָת (1950)                    | Minister van Cultuur en Sport                          | 31 maart 2009    | 14 mei 2015      | Likoed                          |
|                                                    | Meshulam Nahari      | Meshulam Nahari משולם נהרי (1951)                 | Minister zonder portefeuille (Sociale Zaken)           | 4 mei 2006       | 18 maart 2013    | Shas                            |
|                                                    | Benny Begin          | Benny Begin בני בֵּגִין (1943)                       | Minister zonder portefeuille (Algemene Zaken)          | 31 maart 2009    | 18 maart 2013    | Likoed                          |
|                                                    | Michael Eitan        | Michael Eitan מיכאל איתן (1944)                   | Minister zonder portefeuille (Bestuurlijke Hervorming) | 31 maart 2009    | 18 maart 2013    | Likoed                          |
|                                                    | Jossi Peled          | Aluf Jossi Peled יוסי פלד (1941)                  | Minister zonder portefeuille (Veteranen Beleid)        | 31 maart 2009    | 18 december 2012 | Likoed                          |
|                                                    | Matan Vilnai         | Aluf Matan Vilnai מתן וילנאי (1944)               | Minister zonder portefeuille (Binnenlandse Defensie)   | 18 januari 2011  | 16 augustus 2012 | Onafhankelijke Partij           |
|                                                    | Avi Dichter          | Avi Dichter אלי אפללו (1952)                      | Minister zonder portefeuille (Binnenlandse Defensie)   | 16 augustus 2012 | 18 maart 2013    | Likoed                          |